# Cinyra
Cinyra es un género de escarabajos barrenadores metálicos del orden Coleoptera.

## Especies
- Cinyra alvarengai (Cobos, 1975)
- Cinyra obenbergeri (Cobos, 1975)
- Cinyra pulchella Weidlich, 1987
- Cinyra seabrai (Cobos, 1975)
- Cinyra splendens (Thery, 1923)
- Cinyra strandi (Obenberger, 1936)